# Marija Sekelez
Marija Sekelez (Vukovar, 22. veljače 1950.) je hrvatska kazališna, televizijska i filmska glumica.

## Životopis

### Karijera
Marija Sekelez rođena je 22. veljače 1950. godine u Vukovaru, no školovala se i živjela u Splitu od ranih dana. Godine 1972. diplomirala je na Akademiji dramske umjetnosti u Zagrebu. Paralelno je studirala komparativnu književnost i češki jezik na Filozofskom fakultetu do statusa apsolventa.
Nastupala je u 50-ak predstava od kojih valja izdvojiti predstave "Majstorska klasa Marije Callas", "Predstava Hamleta u selu Mrduša Donja", "Isadora ili prva bosonoga plesačica" i mnoge druge. Za vrijeme Domovinskog rata osmislila je antiratni i glazbeni serijal "Dok nam živo srce bije", kao i dokumentarce "Od Ciste do modne piste", "Iz Runovića u američki san" i "Sv. Leopold Mandić u Africi". Od lipnja 2000. godine obavlja funkciju ravnateljice kazališta Žar ptica.
Godine 2011., nakon 12 godina pauze od glume, vraća se na kazališne daske ulogom u predstavi "Diva". Istom je predstavom proslavila 35 godina umjetničkog rada.

### Nagrade
Za svoj umjetnički rad višestruko je nagrađivana:
- 1987. – nagrada udruženja dramskih umjetnika Hrvatske
- 1998. – nagrada grada Zagreba
- 1999. – nagrada Europski krug
- 2005. – nagrada Petar Brečić
- 2010. – nagrada Dubravko Dujšin
- 2019. – Nagrada Vladimir Nazor za životno djelo

## Filmografija

### Televizijske uloge
- "Prosjaci i sinovi" (1972.)
- "Kapelski kresovi" kao sestra Lea (1974.)
- "Marija" kao logorašica iz Belgije (1977.)
- "Punom parom" (1978.-1980.)
- "Đavolje sjeme" (1979.)
- "Jelenko" kao Ivova majka Mara (1981.)
- "Pozitivna nula" (1990.)
- "Smogovci" (1996.)
- "Sjene prošlosti" kao Jurana Holjevac (2024.)

### Filmske uloge
- "Prvi splitski odred" kao Kovačeva žena (1972.)
- "Luda kuća" kao Barica (1972.)
- "Deps" (1974.)
- "Doktor Mladen" kao Stanišina supruga (1976.)
- "Ili jesmo, ili nismo" kao konobarica Reza (1977.)
- "Akcija stadion" kao maltretirana žena u stanu (1977.)
- "Mećava" (1977.)
- "Ludi dani" kao kuma Jele (1977.)
- "Liberanovi" (1979.)
- "Novela od Stanca" (1980.)
- "Vrijeme vode" kao Mitrušica (1980.)
- "Dva sanduka dinamita" (1980.)
- "Kad ftičeki popevleju" (1988.)
- "Ispovijed koju niste zavrijedili" kao gospođa sa bijelim šeširom (1999.)

## Vanjske poveznice
- Marija Sekelez u internetskoj bazi filmova IMDb-u (engl.)